# 范洵
范洵（？—1520年），字允卿，浙江台州府天台縣人，民籍。明朝政治人物。

## 生平
正德八年（1513年）癸酉科浙江乡试舉人，九年（1514年）联捷甲戌科二甲第二十七名進士，本年六月授吏科给事中，十五年（1520年）十一月升湖广按察司佥事，未上任，卒于京师。